# Fazenda Cachoeira do Mato Dentro
A Fazenda Cachoeira do Mato Dentro é uma residência construída na arquitetura do período colonial brasileiro.

## História
A Fazenda Cachoeira do Mato Dentro foi construída em 1874 e está localizada em Vassouras, Rio de Janeiro, às margens do Rio Paraíba do Sul. 
Seu primeiro proprietário foi José de Avelar e Almeida, Barão de Ribeirão, que deixou treze filhos, entre eles, o Barão de Massambará, o Barão de Avelar e Almeida, o Visconde de Cananéia e a Baronesa de Werneck. Com a morte do Barão de Ribeirão, a Fazenda Cachoeira do Mato Dentro foi dividida, ficando a Fazenda Cachoeira com Hilário Rodrigues de Avelar. 
Em 1892, a fazenda foi vendida para José Machado de Carvalho e com a crise do café, a propriedade foi levada a leilão na cidade do Rio de Janeiro e arrematada em 1896 por Sylvio Ferreira Rangel. Desde então permaneceu com a família Rangel.

## Estrutura / Arquitetura
A casa sede está assentada em um platô sustentado por um muro de arrimo em cantaria e à sua frente os terreiros de café, cercados por muretas de pedra. Na parte esquerda está localizado o antigo engenho e uma pequena estrebaria. Na parte posterior há um pequeno pomar e uma trilha que leva ao que chamam de “banheira dos escravos”, uma bacia natural entre pedras. É o único banheiro de pedra remanescente do período da Escravidão no Brasil, ambiente em que os escravos tomavam uma espécie de banho da cura, tentando escapar da chamada “lepra do café”, que era uma alergia que os escravos tinham ao pó que soltava dos grãos de café.
Ao fina da trilha encontra-se a cachoeira que deu nome à fazenda. 
Na entrada da edificação da casa sede há uma escadaria em ferro e no portão a inscrição “1874”, que se refere à morte do primeiro proprietário, o Barão de Ribeirão.
A casa sede possui estilo neoclássico, com suas janelas em guilhotina, que teve como seu primeiro morador o Barão do Ribeirão, José Avelar e Almeida. Está dividida em três setores distintos:
- com uma parte central dedicada à área social com suas salas de estar, jantar, espera, festas, escritório, alcovas (incorporadas ao setor social) e uma pequena farmácia
- com suas laterais esquerda e direita, ocupadas pelos quartos e banheiros, sendo que ao fundo da lateral direita encontra-se a capela dedicada à Nossa Senhora das Dores
- com um pátio central separando a área social da área de serviços, onde se localizam cozinha, áreas de serviço, leiteria, despensa e quartos de empregados

A construção possui um único pavimento e um porão habitável.
A Fazenda conta com características marcantes da arquitetura do período. A fachada conta com a porta central e um grande número de esquadrias, nas quais permanecem a métrica e espaçamento. Eram elementos colocados em grandes quantidades para garantir iluminação para o interior da residência, fechadas em vidro, e geralmente complementadas por parte em madeira na região externa. O telhado é dotado de várias quedas d’água e inclinações, que tinham como objetivo guiar o caminho para que a água da chuva escoasse rapidamente. É dotada de uma arquitetura com simetria marcante, tanto no interior como no exterior, conferida pela escolha dos elementos, como as próprias esquadrias, além da estrutura simples e repetida.

entradaentrada
Detalhes das esquadriasDetalhes das esquadrias
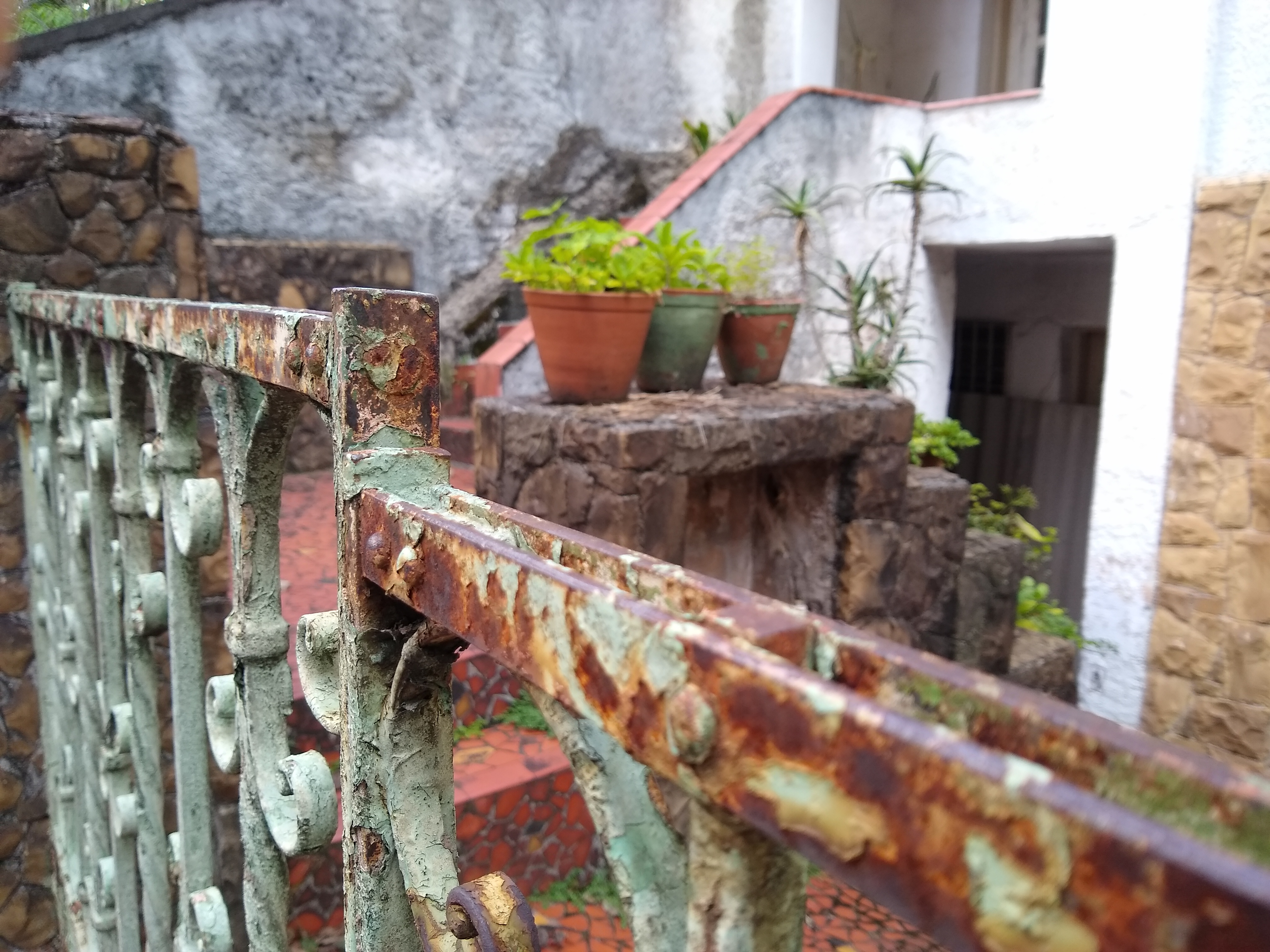
detalhe do portão de ferro
InteriorInterior
serviçoserviço

## Visitação
Atualmente residência familiar, porém oferece visitas para turistas, escolas e historiadores, onde o visitante pode apreciar a grande parte do mobiliário, louças e acervo de época que foram preservados. Entre algumas peças que impressionam, está a mesa de jantar, original, com capacidade para 40 pessoas e camas de viúva com cabeceiras em forma de cisne (porque o cisne, durante toda vida, tem somente um parceiro).
Além das visitas, oferece também café ou almoço tipicamente rural, além da venda de produtos como os queijos tipo frescal, linguiça e doces feitos no local. 